# Коэффициент достаточности собственными средствами
Коэффициент достаточности собственными средствами, или доля собственного капитала (англ. equity ratio, equity to total assets) — финансовый коэффициент, показывающий относительное соотношение собственных средств, используемых для финансирования активов компании. Рассчитывается как отношение собственных средств к совокупным активам компании с использованием данных бухгалтерского баланса или отчёта о финансовом положении на основе так называемой балансовой стоимости, однако может быть также рассчитан с использованием рыночной стоимости обоих составляющих, если компания является публичной.
Данный показатель широко применяется в качестве финансового индикатора в странах Центральной Европы и Японии, в то время как в США вместо данного показателя чаще используется соотношение заёмного капитала к собственному в финансовых отчётах.
Коэффициент достаточности собственными средствами является показателем финансового левериджа компании. Данный показатель измеряет долю общих активов, которые финансируются за счет собственников (акционеров), в отличие от заимодателей (внешних инвесторов или кредиторов). Низкое значение коэффициента обеспечивает высокие доходы для собственников, пока коэффициент рентабельности совокупного капитала (англ. return on assets) компании превышает процентную ставку, выплачиваемую по заемным обязательствам.

## Экономическое значение показателя
Коэффициент достаточности собственными средствами является наиболее важным вертикальным показателем, который предоставляет информацию о структуре капитала компании. Он служит основой для принятия финансовых решений в компании. Кроме того, данный индикатор также важен конкурентам, кредитным институтам, прочим кредиторам, рейтинговым агентствам и акционерам, заинтересованным в постоянной оценке кредитоспособности компании, что требует от неё прозрачности финансовой ситуации (годовой финансовой отчётности) при предоставлении информации о своём кредитном риске. Собственный и заемный капитал рассматриваются в тесной взаимосвязи друг от друга, поскольку собственный капитал служит в качестве залога для заимодателя в случае невыплаты компанией своих заемных обязательств, и, как следствие, доля собственного капитала в структуре совокупных средств компании очень важна для заимодавца. Следовательно, чем выше коэффициент достаточности собственного капитала, тем ниже кредитный риск, и наоборот.
Доля собственного капитала является важным показателем кредитоспособности компании, который определяет её кредитный рейтинг. Рейтинговые агентства, такие как Standard & Poor’s, учитывают в своих рейтингах тот факт, что высокое соотношение заемного капитала к собственному (англ. debt to equity ratio) приводит к высокому финансовому риску.
Высокий коэффициент достаточности собственного капитала означает низкую зависимость от кредиторов и связанные с этим низкие процентные расходы и выплаты в счет погашения основной суммы займа. Это обеспечивает положительные показатели кредиторской задолженности, таким как коэффициент покрытия выплат по обслуживанию долга. Соответственно низкое соотношение заёмного капитала к собственному обычно сопровождается более низким коэффициентом покрытия процентов, потому что задолженность приводит к процентным расходам и выплатам по погашению задолженности, которые компания должна будет финансировать из своих продаж. С другой стороны, высокий уровень задолженности увеличивает риски получения дохода из-за высокого обслуживания долга, так как больше прибыли будет уходить на процентные расходы и, таким образом, будет повышаться и точка безубыточности (англ. cost leverage). В результате, низкий коэффициент достаточности собственными средствами влечет за собой низкое использование имеющихся мощностей.
Высокая доля собственного капитала связана с высокой степенью устойчивости к убыткам, так как такие компании менее подвержены кризисам и имеют низкие риски невыплаты по своим заимствованиям. Компании с высоким значением этого коэффициента в состоянии покрыть убытки за счет собственного капитала в течение более длительного периода времени и, как компании со слабой капитализацией, более устойчивы к банкротствам.
Однако с точки зрения финансового левериджа низкая доля собственного капитала приводит к высокой рентабельности собственного капитала. Это один из немногих положительных эффектов низкого коэффициента достаточности собственными средствами. Кроме того, он может также служить опережающим показателем кризиса, поскольку трудности, связанные с низкой долей собственного капитала, такие как преодоление проблем с ликвидностью, получение банковских кредитов и осуществление необходимых инвестиций, значительно увеличивают риск попадания в кризисную ситуацию или даже столкнуться с банкротством.

## Экономическая оценка
Сам по себе коэффициент достаточности собственными средствами не имеет информативной ценности в отдельности. Он сильно зависит от отрасли деятельности, цели, размера и правовой формы компании.

### Приемлемый уровень собственного капитала
Не существует четких нормативов, по которым можно было бы рассчитать масштабы капитализации компании в зависимости от цели и размера компании. Также не существуют правил по определению соотношения собственного капитала к заёмному. В большинстве источников литературы по экономике признано, что невозможно ни теоретическое, ни эмпирическое обоснование верхнего предела соотношения заемных средств. К сегодняшнему дню также не разработаны хотя бы абстрактные нормативные положения об экономически необходимом уровне собственного капитала, то есть необходимый уровень финансовых ресурсов.

### Критерии определения размера коэффициента достаточности собственными средствами
- Средний уровень коэффициента достаточности собственными средствами сильно различается по отраслям. Так, кредитные институты обычно имеют сравнительно низкое значение коэффициента, в основном ниже 10 %.[9] Капиталоинтенсивные предприятия обрабатывающей промышленности, напротив, имеют в среднем высокое значение коэффициента.
- Размер компании: крупные компании, как правило, имеют более высокий коэффициент собственного капитала, в отличие от малых. Обычно коэффициент достаточности собственного капитала и размер компании коррелируют положительно, то есть чем меньше размер компании, тем ниже значение коэффициента.[10]
- Правовая форма: товарищества имеют относительно низкое значение коэффициента, поскольку по крайней мере один член товарищества несёт полную ответственность по обязательствам товарищества, которое нельзя увидеть из бухгалтерского баланса. Корпорации, напротив, имеют более высокое значение коэффициента, поскольку они часто принадлежат к отраслям, требующим больших инвестиций.